# Albert Südekum

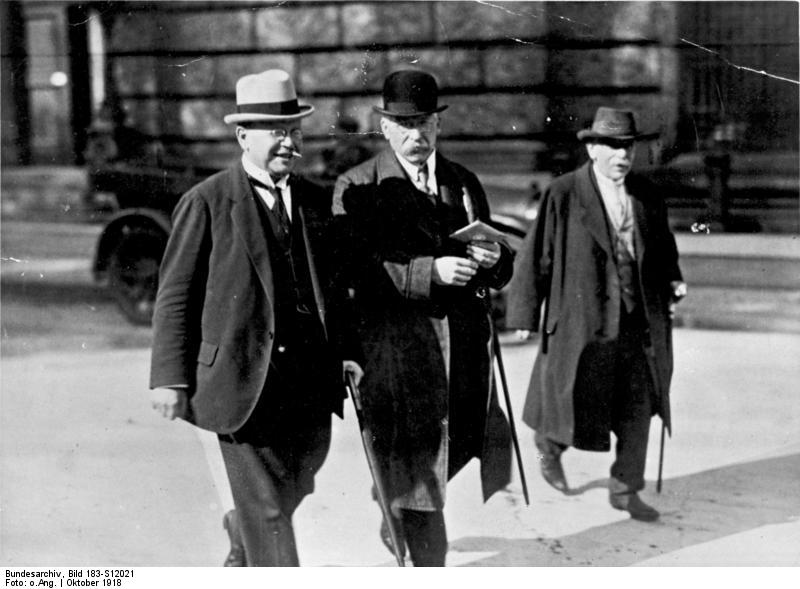
Oktober 1918: Die Reichstagsabgeordneten Matthias Erzberger, Albert Südekum und Otto Arendt beim Verlassen des Reichstagsgebäudes in Berlin

Albert Oskar Wilhelm Südekum (* 25. Januar 1871 in Wolfenbüttel; † 18. Februar 1944 in Berlin) war ein deutscher Journalist und Politiker (SPD). Er exponierte sich in der Partei als Vertreter des Reformismus und befürwortete Bündnisse mit reformbereiten Kreisen des Bürgertums.

## Leben und Beruf

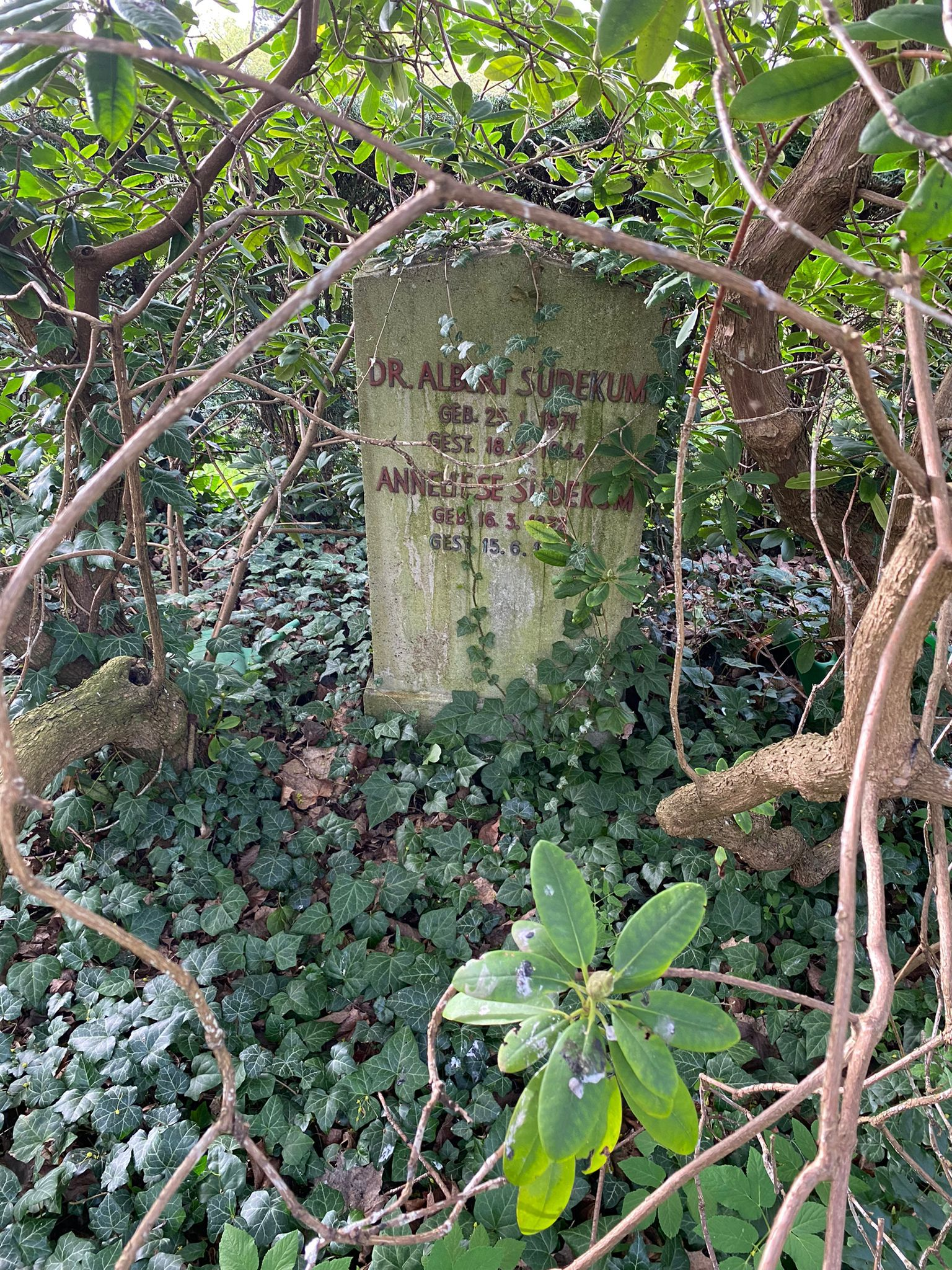
Grabstätte auf dem Friedhof Zehlendorf

Albert Südekum besuchte zunächst die Dorfschule in Weißenhasel (Hessen-Nassau), anschließend die Bürgerschule und das herzoglich-braunschweigische Gymnasium in Wolfenbüttel. Nach dem Abitur 1891 nahm er ein Studium der Nationalökonomie und Staatswissenschaften in Genf, München, Berlin und Kiel auf, das er 1893 mit der Promotion zum Dr. phil. beendete. Von 1893 bis 1894 leistete er seinen Militärdienst im Kaiser Alexander Garde-Grenadier-Regiment Nr. 1. Nachdem er sich während des Studiums unter dem Einfluss Georg von Vollmars und Ferdinand Tönnies’ der SPD angeschlossen hatte, trat er 1895 als Volontär in die Redaktion des Vorwärts ein, bevor er 1896/97 die stellvertretende Leitung der Leipziger Volkszeitung übernahm. Weitere Stationen seiner Karriere waren die Chefredaktion der Fränkischen Tagespost (Nürnberg) (1898 bis 1900) und der Sächsischen Arbeiterzeitung (Dresden) (1900 bis 1903). 1900 gründete er die SPD-Zeitschrift Kommunale Praxis; 1908 bis 1930 war er neben Hugo Preuß, Otto Most und Rudolf Schwander Mitherausgeber des Kommunalen Jahrbuchs und profilierte sich so als einer der führenden Kommunalexperten seiner Partei. Besondere Aufmerksamkeit widmete Albert Südekum – zuerst als Kommunalpolitiker, dann als Reichstagsabgeordneter – der Wohnungspolitik. Sein 1908 erschienenes Buch Großstädtisches Wohnungselend eröffnete er mit dem Vorspruch „Man kann einen Menschen mit einer Wohnung geradeso gut töten wie mit einer Axt.“ Dieser Satz wurde häufig zitiert, u. a. von Heinrich Zille, sodass gelegentlich diesem das Zitat irrtümlich zugeschrieben wird.
1904 heiratete er Anneliese Zuelzer (1872–1948), eine Nichte des „Kohlenbarons“ Fritz von Friedlaender-Fuld, mit der er drei Kinder hatte: Irmgard (1905–2002), Rosemarie (1906–2002) und Lothar (1908–2002).
Seit Mai 1900 Mitglied des Reichstags, profilierte er sich rasch als einer der aktivsten Parlamentarier der SPD und einer der markantesten Vertreter der Fraktionsrechten. Der stellvertretende Vorsitz der Budgetkommission des Reichstags, eines der wichtigsten politischen Ämter, das die SPD-Reichstagsfraktion zu vergeben hatte, spiegelte diese Bedeutung ebenso wider wie das Lob, das seiner Fachkompetenz seitens der Regierung und der politischen Gegner immer wieder gespendet wurde. Als Haushalts- und Kommunalpolitiker bemühte sich Südekum um eine reformorientierte Bündnisstrategie mit den Liberalen, durch die das Hauptziel, die Demokratisierung des Reiches, erreicht werden sollte.
Mit Ausbruch des Ersten Weltkriegs stellte er sich kompromisslos in den „Dienst des Vaterlandes“. Die am 4. August 1914 von dem widerstrebenden Parteivorsitzenden Hugo Haase verlesene Erklärung zur Kriegskreditbewilligung war von ihm maßgeblich inspiriert. Durch seine Regierungsnähe wirkte er als eine Art informelles Bindeglied zwischen sozialdemokratischem Parteivorstand und Reichsleitung und gehörte neben Friedrich Ebert, Philipp Scheidemann und Eduard David dem Führungszirkel der Mehrheitssozialdemokratie an. Als „Agent“ des Auswärtigen Amtes unternahm er politische Missionen in Italien, Schweden und Rumänien, um die neutralistischen Flügel der sozialistischen Bruderparteien zu stärken. Der Begriff der „Südekumerei“ avancierte daraufhin zu einem international gebräuchlichen Schlagwort und trug ihm die unversöhnliche Feindschaft der revolutionären Linken ein. Südekum war Mitglied der Deutschen Gesellschaft 1914, der Vereinigung Gleichgesinnter und des Deutschen Nationalausschusses.

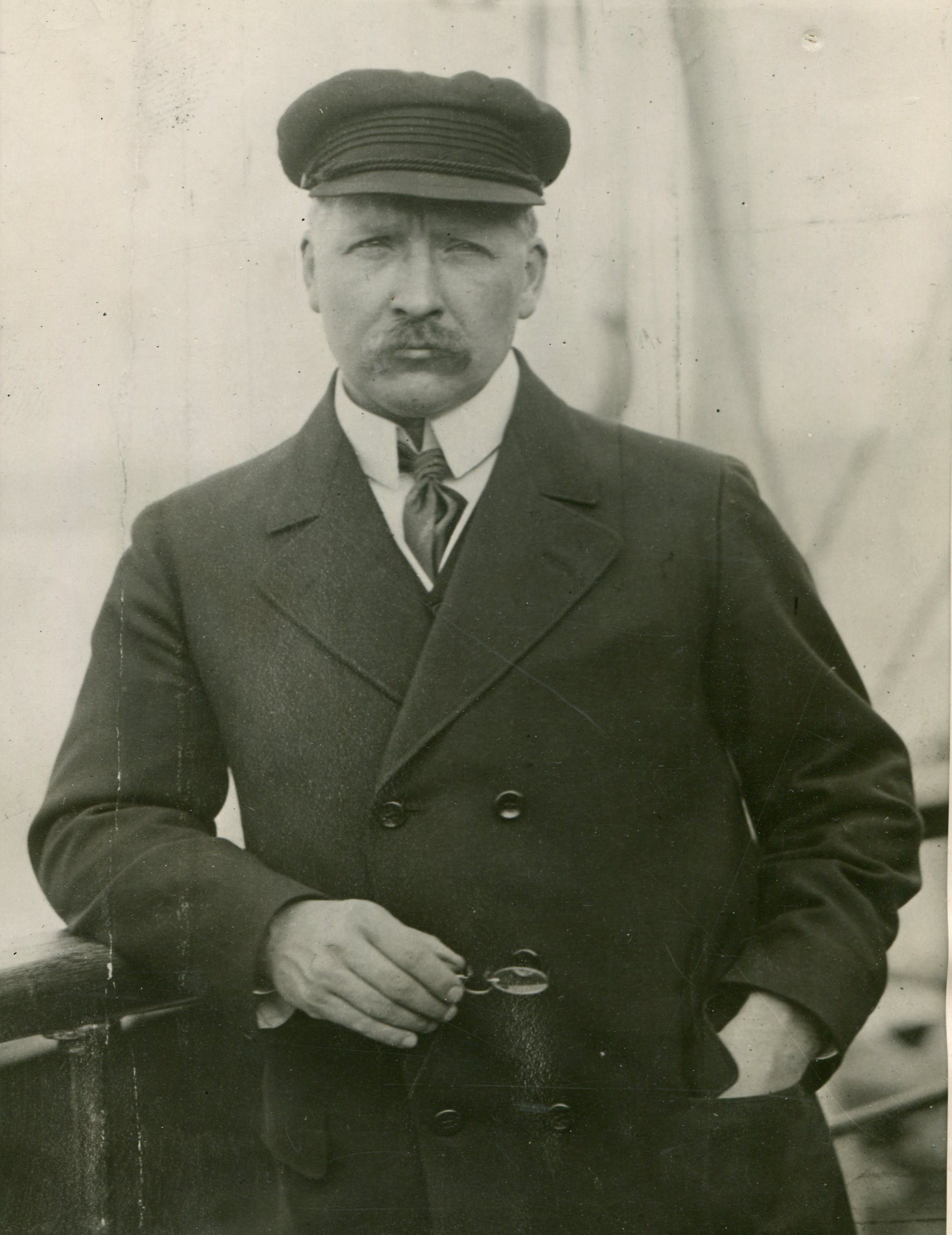
Albert Südekum als preußischer Finanzminister in Sakrow bei Berlin (1919)

Nach Niederlage und Revolution wurde er im November 1918 – zunächst noch gemeinsam mit dem Unabhängigen Sozialdemokraten Hugo Simon, seit Januar 1919 selbständig – mit der Leitung des preußischen Finanzressorts betraut. Im Zuge der Umbesetzung der preußischen Staatsregierung nach dem Kapp-Putsch 1920 musste er seinen Posten als preußischer Finanzminister räumen und wechselte – nach einem kurzen Intermezzo als Staatskommissar für die Groß-Hamburg-Frage 1921/1922 – in die Wirtschaft. Seit 1926 gehörte er dem Vorstand der Deutschen Zündholz-Verkaufs-Aktiengesellschaft, seit 1930 des deutschen Zündwarenmonopols an. Er bekleidete zahlreiche Aufsichtsratsposten und war Vorstandsmitglied des Vereins zur Abwehr des Antisemitismus.
Nach 1933 sämtlicher Posten enthoben, verfolgte er die politische Entwicklung mit wachsender Resignation und engagierte sich im Widerstandskreis um Wilhelm Leuschner, Ernst von Harnack, Carl Friedrich Goerdeler und Jakob Kaiser.
Am 31. März 1935 bat er in einem Brief an den Bankier Emil Georg von Stauß diesen darum, Geldgeber zu finden für einen Kreis von Exilukrainern unter Führung des ehemaligen Präsidenten der Ukraine, für „eine in der Zukunft vielleicht sehr bedeutungsvolle politische Konstellation“.
Die Bewertung Südekums durch Zeitgenossen und Forschung ist kontrovers: Während das Wort „Südekum“ für Lenin den „Typus des selbstzufriedenen, gewissenlosen Opportunisten und Sozialchauvinisten“ kennzeichnete, schrieb Ernst von Harnack – ein Jahr vor seiner Hinrichtung – in seinem Kondolenzbrief an Südekums Witwe: „Wie werde ich ihn vermissen, den sanguinischen, bei allem Leid immer wieder positiven und hoffenden väterlichen Freund! Mit ihm ist einer der letzten Politiker dahingegangen, zu denen ich aufblickte. Die volle Verantwortung für die Zukunft unseres heißgeliebten Vaterlandes liegt nun auf uns Jüngeren. Und wie bitter schwer wird es sein, ihr gerecht zu werden.“
Von 1926 bis 1928 übernahm die Herzog August Bibliothek in Wolfenbüttel die ca. 1220 Werke umfassende Privatbibliothek Südekums.
Albert Südekum wurde auf dem Friedhof Zehlendorf beigesetzt. Die Grabstätte im Feld 007 ist inzwischen verwaist.

## Schriften
- Darwin. Sein Leben, seine Lehre und seine Bedeutung. Nach Alphonse de Candolles. Siegbert Schnurpfeil, Leipzig 1893.
- Über das Malthus'sche Gesetz und das Bevölkerungsproblem der kommunistischen Gesellschaft. Inaugural-Dissertation zur Erlangung der Doktorwürde der hohen philosophischen Fakultät der Königl. Christian-Albrechts-Universität zu Kiel. L. Hansdorff, Kiel 1894. Digitalisat
- Nieder mit dem Brodwucher! Nach einer Rede im Sächsischen Hofe zu Nürnberg am 25. Februar 1901. Fränkische Tagespost, Nürnberg 1901.
- Führer durch die Gesetze über die Pensionierung der Offiziere und über die Versorgung der Unterklassen des Reichsheeres, der Marine und der Schutztruppen. Vorwärts, Berlin 1906.
- Großstädtisches Wohnungselend. Hermann Seemann Nachfolger, Berlin 1908.
- Die Finanzreform von 1909 und die Parteien des Reichstags. Vorwärts, Berlin 1910.
- Die Wertzuwachssteuer. Reichsgesetz vom 14. Februar 1911. Vorwärts, Berlin 1911.
- Ja oder Nein? Sozialdemokratie und direkte Reichssteuern. Erweiterte Ausgabe des Referats auf dem Parteitag zu Jena. Volksstimme, Frankfurt am Main 1913.
- Menschen und Einrichtungen. Auszug aus dem Vortrag des Reichstagsabgeordneten Dr. Südekum. Gehalten im Studentersamfund zu Kristiania am 13. April 1918. Kirste & Sieberth, Kristiania 1918.
- Kapital- und Gewinnbeteiligung als Grundlage planmäßiger Wirtschaftsführung. Julius Springer, Berlin 1921.
- Als Mitherausgeber: Handwörterbuch der Kommunalwissenschaften. 4 Bände. Fischer, Jena 1918–1924.
- Als Mitherausgeber: Kommunales Jahrbuch. 22 Bände. Fischer, Jena 1908–1930.
- Als Mitherausgeber: Für Groß-Berlin. Vita, Berlin 1912.
- Als Herausgeber: Kommunale Praxis. Zeitschrift für Kommunalpolitik und Gemeindesozialismus. Kaden & Comp., Dresden 1 (1901)-6 (1906).
- Als Herausgeber: Kommunale Praxis. Wochenschrift für Kommunalpolitik und Gemeindesozialismus. Vorwärts, Berlin 7 (1901)-21 (1921).

## Übersetzungen
- Renard, Georges: Ist der Mensch frei? Philipp Reclam, Leipzig 1893.
- Leroy-Beaulieu, Pierre: Die chinesische Frage. Wigand, Leipzig 1900.
- Jaurès, Jean/Jules Guesde: Zum Bruderzwist in Frankreich. Zwei Reden über die Taktik der Sozialdemokratie gehalten zu Lille am 27. November 1900. Sächsische Arbeiterzeitung, Dresden 1901.
- Jaurès, Jean: Sozialistische Studien. Aus Theorie und Praxis. Sozialistische Monatshefte, Berlin 1902.
- Vandervelde, Emile: Die Entwickelung zum Sozialismus. Sozialistische Monatshefte, Berlin 1902.
- Jaurès, Jean: Frankreich und Deutschland. Eine Rede für den Frieden. Freudenberger, Würzburg 1903.
- Hunter, Robert: Das Elend der neuen Welt. Concordia, Berlin 1908.
- Sanders, William: Englische lokale Selbstverwaltung und ihre Erfolge. Vorwärts, Berlin 1908.